# Calle Dragones
La calle Dragones es una arteria vial de la Ciudad Autónoma de Buenos Aires, Argentina. A excepción de su primer cuadra donde es doble mano, el resto de su recorrido se da en mano y contramano, más respectivamente en sentido nordeste-sudeste. En cierta parte de su recorrido rodea la Agencia Nacional de Rehabilitación y Discapacidad, el Centro de Rehabilitación del Lisiado y la sede de la UNSAM en el barrio de Belgrano. Termina en la Avenida Monroe continuando en dirección contraria como Ernesto A. Bavio. Debe su nombre a la ciudad salteña de Dragones, que se localiza en la Ruta Nacional 81 km. 1798 o al Regimiento de Dragones de Buenos Aires.
- Datos: Q97178871